# Peter Tordenskjold
Peter Jansen Wessel Tordenskjold, indicato anche semplicemente come Tordenskjold o Tordenskiold (Trondheim, 28 ottobre 1690 – Hildesheim, 12 novembre 1720), è stato un ammiraglio norvegese.
Nato come Peter Wessel, si arruolò nella marina militare della Danimarca-Norvegia e prestò servizio durante la grande guerra del Nord, nel corso della quale si mise ripetutamente in luce grazie alle sue azioni contro gli svedesi; con una rapidissima carriera raggiunse ben presto il grado di viceammiraglio e venne insignito, dallo stesso re Federico IV di Danimarca, di un titolo nobiliare e del soprannome di Tordenskjold ("scudo di tuono" in lingua danese). Morì nel 1720, ad appena 30 anni di età, nel corso di un duello.
La figura di Peter Tordenskjold è molto conosciuta sia in Danimarca sia in Norvegia, ed entrambe le nazioni lo considerano un proprio eroe nazionale.

## Biografia

### I primi anni

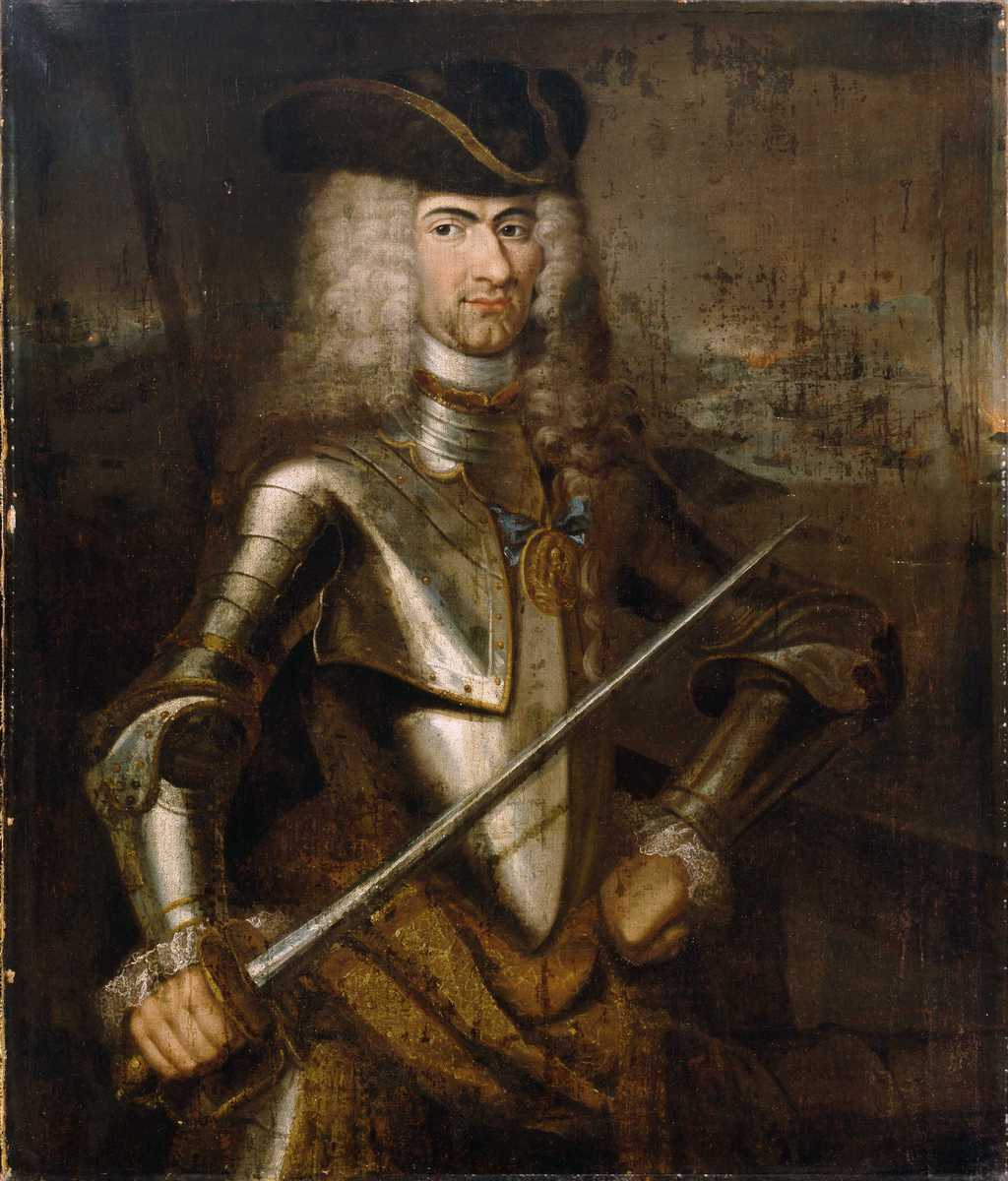
Tordenskjold in un ritratto di Jacob Coning

Peter (o Peder o Pitter) Wessel nacque a Trondheim come decimo figlio dell'aldermanno (consigliere comunale) Jan Wessel, e fu fratello del futuro retroammiraglio Caspar von Wessel. Peter fu un ragazzo selvaggio e indisciplinato e causò molti problemi ai suoi genitori, finché nel 1704 fuggì di casa nascondendosi nella stiva di una nave diretta a Copenaghen: qui cercò senza successo di arruolarsi in marina come allievo ufficiale, ma fece amicizia con il cappellano del re Peder Jespersen che prima gli procurò un imbarco su una nave diretta nelle Indie occidentali e poi lo fece entrare all'accademia navale nel 1710; dopo un secondo viaggio per mare, questa volta verso le Indie orientali, Wessel ottenne il grado di sottotenente il 7 luglio 1711, e prese servizio sulla fregata Postillon. Fu durante questo primo incarico che Wessel strinse amicizia con l'ammiraglio Waldemar Løvendal, norvegese come lui, che per primo intravide le potenzialità del giovane ufficiale; Løvendal procurò poi a Wessel il suo primo comando, quello dello sloop da 4 cannoni Ormen.
Nell'agosto del 1710 la Danimarca-Norvegia era entrata in guerra con la Svezia nell'ambito dei più vasti eventi della cosiddetta "grande guerra del Nord", e Wessel ebbe le sue prime esperienze belliche percorrendo la costa svedese a bordo della Ormen per recuperare informazioni sul nemico. Nel giugno del 1712 Løvendal mise Wessel al comando della fregata da 18 cannoni Løvendals Gallej, contro il parere del ministero della marina danese che lo riteneva ancora inaffidabile; dopo aver espresso delle lamentele ufficiali circa il trattamento riservatogli dal suo ufficiale superiore in Norvegia, Wessel ottenne di essere trasferito nel mar Baltico sotto il comando dell'ammiraglio Ulrich Christian Gyldenlove, che invece molto apprezzò il coraggio mostrato dal giovane sottotenente. Wessel si mise subito in luce per due cose: l'audacia con cui attaccava battaglia con le unità svedesi che incontrava a prescindere dalla loro forza, e le sue notevoli doti nautiche che gli consentirono di eludere ripetutamente la cattura da parte del nemico.
La grande guerra del Nord stava ormai entrando nelle sue fasi finali, con la Svezia, assediata su più fronti, obbligata a utilizzare la sua flotta principalmente per trasportare truppe e approvvigionamenti sul fronte della Pomerania: come parte della squadra navale di Gyldenlove ma agendo spesso in maniera indipendente con la sua fregata, Wessel compì ripetuti assalti contro le navi da trasporto svedesi, assalendole all'interno dei fiordi dove si nascondevano; il 29 settembre 1712, dopo una grande vittoria riportata dalle navi di Gyldenlove ai danni di una squadra di trasporti svedesi al largo dell'isola di Rügen, Wessel ottenne la promozione a tenente. I suoi successi furono tali da spingere gli svedesi a offrire una ricompensa per la sua cattura, mentre i suoi modi semplici e il suo spirito libero vinsero i suoi detrattori all'interno della marina dano-norvegese, i quali deploravano le sue azioni da quasi-corsaro.

### I grandi successi
Nel 1714 Wessel fu sottoposto a corte marziale dopo un indecisivo scontro con una fregata svedese. Il giudizio si aprì nel novembre del 1714, ma lo spirito con cui l'ufficiale si difese e il disprezzo che riversò sui suoi meno coraggiosi compagni impressionarono positivamente lo stesso Federico IV. Wessel venne completamente assolto il 15 dicembre 1714. Pochi giorni dopo, il 28 dicembre, lo stesso monarca lo promosse al grado di capitano.
Wessel tornò in azione nel 1715, ora sotto il comando dell'ammiraglio Christian Carl Gabel. Sempre impegnato al largo delle coste della Pomerania svedese, Wessel inflisse molti danni al nemico; il 24 aprile 1715, nel corso della battaglia di Fehmarn, Wessel fece prigioniero il retroammiraglio svedese Carl Hans Wachtmeister così come la fregata Vita Örn, che gli fu concessa come sua nuova ammiraglia personale sotto il nome di Hvide Ørn ("Aquila bianca"). Il capitano fu poi trasferito alla flotta principale sotto il comando di Peter Raben. Rientrato in Danimarca all'inizio del 1716, Wessel fu insignito dallo stesso re Federico IV del titolo di nobile sotto il nome di "Tordenskjold". Quando, nel corso del 1716, il re Carlo XII di Svezia condusse un'invasione della Norvegia meridionale ponendo l'assedio alla fortezza di Fredrikshald, Tordenskjold lo costrinse a desistere dopo pochi mesi e a rientrare in patria con la sua armata: il capitano norvegese, al comando di una piccola flottiglia composta da due fregate e cinque unità minori, attaccò ripetutamente le navi svedesi intente a rifornire l'armata terrestre nella pericolosa zona del fiordo di Dynekil, catturando o affondando circa 30 unità avversarie e sconfiggendo una flotta nemica nel corso della battaglia di Dynekilen l'8 luglio 1716.
Per i suoi notevoli successi Tordenskjold fu promosso al grado di post-captain e messo al comando dello squadrone del Kattegat all'inizio del 1717; il compito assegnato all'unità di Tordenskjold era quello di contrastare lo squadrone assemblato dagli svedesi a Göteborg e che rappresentava una minaccia per i collegamenti navali tra Danimarca e Norvegia, ma a causa della slealtà di diversi dei suoi sottoposti, che mal sopportavano di servire sotto il giovane ufficiale, fallì nell'ottenere risultati significativi e dopo una serie di inconcludenti incursioni contro la stessa Göteborg i danesi dovettero ritirarsi. La vecchia accusa di incoscienza criminale fu rilanciata contro di lui davanti a una seconda corte marziale alla quale fu convocato nel 1718, ma il suo vecchio patrono Gyldenløve intervenne energicamente a suo favore e il giudizio fu annullato.
Nel dicembre del 1718 Tordenskjold fu promosso dal re al grado di retroammiraglio, e l'anno successivo ottenne i suoi ultimi successi: dopo aver catturato la fortezza di Carlsten vicino a Marstrand, il 26 settembre 1719 Tordenskjold riuscì infine a infliggere una dura sconfitta allo squadrone di Göteborg, finito in parte distrutto e in parte catturato; come ricompensa per queste vittorie, ottenne un'ulteriore promozione al grado di viceammiraglio.

### La morte

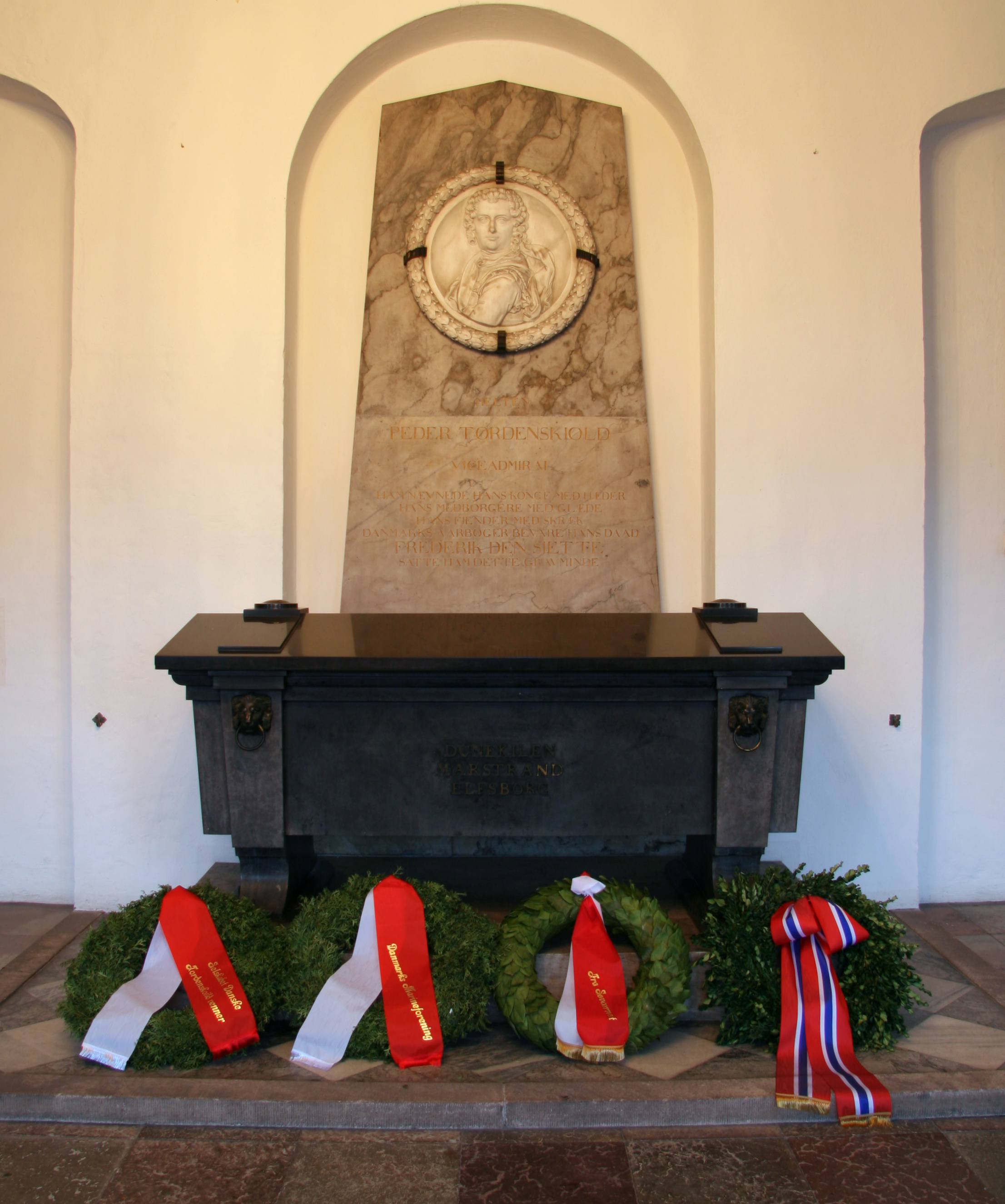
Il sarcofago contenente le spoglie di Tordenskjold nella chiesa di Holmen a Copenaghen

La partecipazione della Danimarca-Norvegia alla grande guerra del Nord terminò con la firma del trattato di Frederiksborg del 14 luglio 1720, ma Tordenskjold non sopravvisse a lungo alla fine delle ostilità: durante un viaggio a Hannover nel novembre del 1720, Tordenskjold entrò in conflitto con un ufficiale livone, il colonnello Jakob Axel Staël von Holstein, che aveva prestato servizio con gli svedesi durante il recente conflitto; lo scontro terminò con un duello tenutosi nelle vicinanze di Hildesheim il 12 novembre 1720, durante il quale Tordenskjold, ad appena 30 anni d'età compiuti, venne trafitto e ucciso dalla spada di von Holstein. Il suo corpo fu seppellito nella chiesa di Holmen nel centro di Copenaghen senza particolari cerimonie funebri, anche perché il duello era illegale secondo la legge danese del periodo; nel 1819 il corpo fu poi traslato all'interno di un sarcofago.
Le circostanze della morte di Tordenskjold furono poi viste sotto un'ottica cospirativa, in particolare nei tre volumi della sua biografia edita da C. P. Rothe tra il 1747 e il 1750: il duello fu richiesto da von Holstein, che Tordenskjold aveva offeso accusandolo di essere un baro al gioco d'azzardo provocando una lite; i due concordarono di battersi utilizzando delle pistole, arma con cui il norvegese era molto abile, ma il giorno del duello Tordenskjold fu convinto dal suo secondo che von Holstein aveva abbandonato la città e quindi lasciò a casa le sue armi da fuoco. Quando si presentò sul luogo concordato Tordenskjold trovò invece il suo avversario pronto per il duello, che a questo punto venne combattuto con le spade: il norvegese aveva con sé solo uno spadino da cerimonia, e soccombette ben presto alla striscia da guerra brandita da von Holstein.

## Eredità
Benché, a conti fatti, con la sola eccezione di Dynekilen, le vittorie di Tordenskjold sul campo di battaglia rappresentassero degli eventi minori e inferiori come importanza ad altri più decisivi scontri, il norvegese passò alla storia come una delle figure più eroiche del conflitto, secondo solo al re Carlo XII; ben presto, Tordenskjold fu assunto al rango di eroe nazionale sia in Danimarca sia in Norvegia.
Tordenskjold viene menzionato per nome sia nella marcia reale danese Kong Christian stod ved højen mast del 1778, sia nell'inno nazionale norvegese Ja, vi elsker dette landet del 1864. Statue dedicate al norvegese furono erette a Copenaghen, nella natia Trondheim, a Oslo, a Stavern e a Haakonsvern (queste due sedi di importanti basi navali della marina militare norvegese); negli Stati Uniti d'America, nel 1871 una township nella Contea di Otter Tail del Minnesota fu intitolata a suo nome per opera di una coppia di fratelli danesi. Lo stemma della cittadina norvegese di Holmestrand contiene una rappresentazione della nave di Tordenskjold Hvide Ørn.

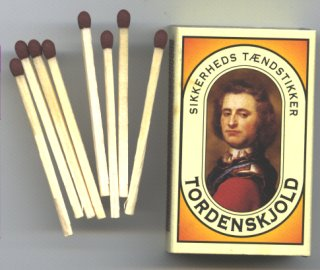
Una scatola di fiammiferi "Tordenskjold"

La marina militare danese ebbe diverse navi intitolate a Tordenskjold, tra cui la nave corazzata Tordenskjold, in servizio dal 1882 al 1908, e la corvetta della classe Niels Juel KDM Peter Tordenskjold (F356), in servizio dal 1980 al 2009. La marina militare norvegese gli intitolò la corazzata costiera Tordenskjold, in servizio dal 1897 al 1948, oltre al centro di addestramento navale di Bergen.
La città danese di Frederikshavn, dove Tordenskjold fu stazionato dal 1717 al 1719, ospita a partire dal 1998 un festival estivo in costume dedicato alla sua memoria, chiamato "giornata di Tordenskjold" (Tordenskjoldsdage); una strada della città danese di Esbjerg è chiamata "Tordenskjoldsgade".
Una delle più popolari marche di fiammiferi danesi porta il nome di Tordenskjold: nel tardo XIX secolo la Svezia possedeva una delle maggiori produzioni ed esportazioni di fiammiferi, così i produttori danesi apposero, a partire dal 1882, il nome e l'immagine di Tordenskjold sulle loro confezioni nella speranza che l'eroe potesse "colpire di nuovo gli svedesi" (give de svenske stryg in danese); il marchio "Tordenskjold" fu poi acquistato da una compagnia svedese nel 1972.
Nella cultura di massa Tordenskjold viene spesso rappresentato come un piccolo ragazzo furbo alle prese con avversari molto più potenti di lui e le sue gesta sono spesso rafforzate mischiando realtà e finzione. Un primo resoconto romanzato delle sue imprese fu raccolto nella canzone popolare Jeg vil sjunge om en Helt del 1858, a cui seguì un gran numero di altre opere e rappresentazioni; questi racconti fecero da base per il film danese Peter Tordenskjold del 1910, tratto da una precedente rappresentazione teatrale di Carit Etlar, e per il film Tordenskjold går i land del 1942; nel 1993 fu realizzato un musical in due atti dal titolo Tordenskjold, dove l'eroe era rappresentato dal cantante norvegese Øystein Wiik e dove mito e realtà erano abbondantemente mischiati.
Uno dei miti riferiti a Tordenskjold è entrato nel linguaggio comune tanto in Danimarca quanto in Norvegia: durante i negoziati per la resa della fortezza di Carlsten nel 1719, si dice che Tordenskjold fece muovere i suoi uomini da una postazione all'altra in modo da far apparire agli occhi degli svedesi una forza molto più numerosa di quanto in realtà non fosse; ciò diede i natali all'espressione idiomatica Tordenskjolds soldater ("soldati di Tordenskjold" in danese), che denota uno stesso gruppo di persone che si ritiene obbligato a ricoprire quanti più ruoli e cariche possibili.